# 大阪タクシーセンター
公益財団法人大阪タクシーセンター（こうえきざいだんほうじんおおさかタクシーセンター）は大阪府に事務所を置く公益財団法人。以前は国土交通省所管の財団法人。東京タクシーセンターとともに、大都市（大阪・東京・神奈川・仙台）におけるタクシーの適正な運用のために機能しており、大阪府下の指定地域を管轄している。

## 概要
- 1969年（昭和44年）12月5日：財団法人大阪タクシー近代化センター設立
- 1970年（昭和45年）5月19日：「タクシー業務適正化臨時措置法」施行
- 1970年（昭和45年）8月1日：指定登録機関・適正化事業の実施機関として運輸大臣指定
- 1970年（昭和45年）8月19日：地理試験事務の代行機関として運輸大臣指定
- 2002年（平成14年）2月1日：「タクシー業務適正化特別措置法」施行（恒久化）
- 2002年（平成14年）4月1日：財団法人大阪タクシーセンターに改称
- 2012年（平成24年）4月1日：公益財団法人に移行

## 組織
- 所在地：大阪市鶴見区鶴見4丁目5番9号
- 代表者：山田廣則（会長）
- 設立：1969年（昭和44年）12月5日

## 指定地域・特定指定地域
タクシー業務適正化特別措置法施行令によって大阪府内に指定地域および特定指定地域（大阪地域）が定められている。
- 大阪市
- 堺市
  - 北野田、南野田、西野、丈六、高松、関茶屋、中茶屋、大美野及び草尾を除く
- 豊中市
- 池田市
- 吹田市
- 泉大津市
- 高槻市
- 守口市
- 茨木市
- 八尾市
- 和泉市
- 箕面市
- 柏原市
  - 石川町、片山町、玉手町、円明町、旭ケ丘一丁目から四丁目まで、国分西一丁目及び二丁目、国分本町一丁目から七丁目まで、国分市場一丁目及び二丁目、国分東条町並びに田辺一丁目及び二丁目を除く
- 門真市
- 摂津市
- 高石市
- 東大阪市
  - 東鴻池町一丁目から五丁目まで、鴻池町一丁目及び二丁目、鴻池本町、鴻池元町、北鴻池町、西鴻池町一丁目から四丁目まで、中鴻池町一丁目から三丁目まで、南鴻池町一丁目及び二丁目、鴻池徳庵町並びに加納を除く
- 三島郡島本町
- 泉北郡忠岡町

## 主な事業
登録事業
指定地域内のタクシーの運転手はこのセンターに登録する必要があり、法人タクシーには運転者証、個人タクシーには事業者乗務証の交付を行う。これらを車内に表示しないと、営業することはできない。
適正化事業
- 乗り場の設置・運営
- 運転者指導・研修
- 苦情や忘れ物の受付処理等
- 優良運転者表彰
- 共同休憩所の設置

地理試験
センターが実施する地理試験に合格しなければ、指定地域内でタクシー運転者にはなれない。問題は40問で80点以上が合格。